# Peter Zencke

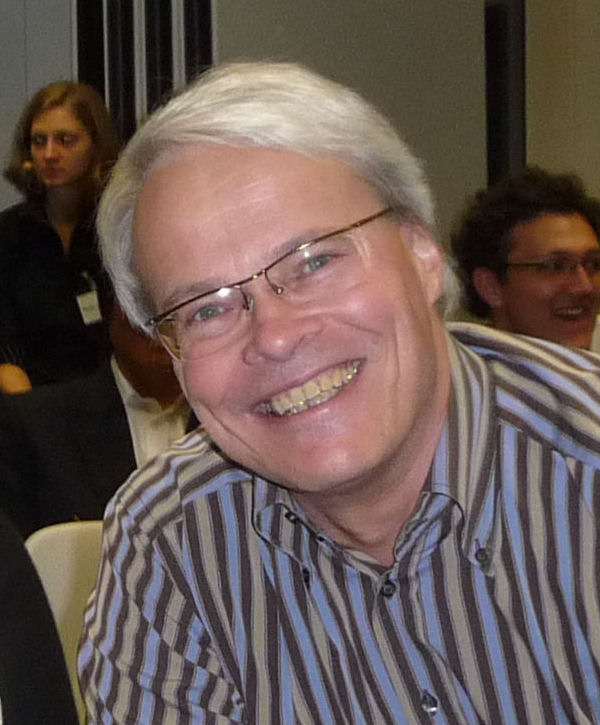
Peter Zencke, 2008

Peter Zencke (* 1950 in Frankfurt am Main) ist ein deutscher Mathematiker und ehemaliger Manager. Er war bis zum 31. Dezember 2008 Vorstandsmitglied der SAP AG, dort Leiter des Unternehmensbereichs Research and Breakthrough Innovation und außerdem für das globale Forschungsnetzwerk der SAP verantwortlich.

## Biografie
Peter Zencke wuchs als zweites von drei Kindern und erster Sohn von Margot Zencke und des Bonner Wirtschaftsjournalisten Hans-Henning Zencke im Godesberger Stadtteil Plittersdorf auf. Nach dem Abitur 1971 studierte er Mathematik und Volkswirtschaft und promovierte im Jahr 1980 an der Universität Bonn. 1982 wurde er Assistenzprofessor an der Universität Trier und gestaltete dort den Neuaufbau eines Studienganges für Wirtschaftsmathematik. 2011 wurde Peter Zencke zum Honorarprofessor für Betriebswirtschaftslehre und Wirtschaftsinformatik an der Wirtschaftswissenschaftlichen Fakultät der Universität Würzburg berufen.
Im Jahr 1984 trat Zencke in die SAP ein und war zunächst in den Bereichen Systemanalyse, Beratung und Schulung tätig. 1988 bis 1992 war er Leiter der Anwendungsentwicklung für das Projekt SAP R/3 und verhalf SAP zum weltweiten Durchbruch als Softwarefirma. 1993 wurde er in den Vorstand der SAP AG berufen. Darüber hinaus war er für den Ausbau der Geschäfte der SAP im Raum Asien-Pazifik zuständig. Zencke leitete während seiner SAP Jahre u. a. den Bereich Application Plattform and Architecture und koordinierte die Forschung und die SAP Labs. Er war maßgeblich für die Entwicklung der mySAP Business Suite verantwortlich aber auch für die Bereiche SAP CRM und SAP Retail. Zum 1. Januar 2009 schied er auf eigenen Wunsch aus der SAP als Innovationsvorstand aus.
Zencke war als Aufsichtsrat in verschiedenen Unternehmen tätig u. a. MeVis Medical Solutions AG, Pixelpark AG, SuseLinux AG.

## Sonstige Funktionen
Zencke ist Mitglied des Verwaltungsrats der Indian School of Business in Hyderabad und des Forschungsbeirats des Institute of Media and Communication Management der Universität St. Gallen. Er ist Honorarprofessor der Universität Würzburg sowie der Universität St. Gallen. Er war außerdem Vorsitzender des Kuratoriums der SAP Business School in Wien bis zu deren Schließung im Jahr 2009.

## Veröffentlichungen
- Theorie und Numerik der Tschebyscheff-Approximation mit reell-erweiterten Exponentialsummen, Universität Bonn, Dissertation, Naturwissenschaftliche Fakultät 1980.
- Rüdiger Buck-Emden, Peter Zencke: mySAP CRM - The Official Guidebook for SAP CRM 4.0, Galileo, Fort Lee, New Jersey 2004. ISBN 978-1-59229-029-1